# Gisella (figlia di Ludovico il Pio)
Gisella (818/820 – 1º luglio 876) fu la figlia più giovane dell'imperatore Ludovico il Pio e della sua seconda moglie, Giuditta di Baviera.

## Biografia
Gisella sposò il potente ed influente Eberardo, duca del Friuli, in seguito canonizzato come Sant'Eberardo, al quale diede numerosi figli:
- Eberardo (837 circa – 840);
- Ingeltrude (837/840-870), probabilmente sposò Enrico di Franconia;
- Unroch III (840 circa – 874);
- Berengario (840 circa – 924), re d'Italia;
- Adelardo († 874);
- Rodolfo († 892);
- Heilwig († 895);
- Gisella († 863);
- Giuditta, sposò in prime nozze Arnolfo di Baviera ed in seguito Corrado II di Borgogna.

Tra questi vi fu re Berengario I d'Italia, margravio del Friuli, e Ingeltrude, il cui nipote, Enrico l'Uccellatore, avrebbe dato inizio alla famosa dinastia ottoniana di re tedeschi. Gisella era nota per la sua pietà e le sue virtù, come la sua omonima, l'amata sorella di Carlo Magno, che aveva scelto sin dall'infanzia la vita religiosa.
La sua dote consisteva di molti ricchi domini, tra cui il bene demaniale regio di Cysoing; situato al centro della contea di Pèvele, Cysoing era una dei migliori feudi della regione e divenne una delle residenze regolari di Gisella e di Eberardo. Essi vi fondarono un monastero, che però non venne completato fin dopo la loro morte.
Il monastero femminile di San Salvatore a Brescia venne affidato a lei, dopo Ermengarda di Tours, moglie di Lotario I; per un periodo di tempo essa fu contemporaneamente badessa e rettrice.
Inoltre essa donò alla Chiesa i mosaici che tuttora esistono nella cattedrale di Aquileia; essi rappresentano, particolare notevole per l'epoca, una crocifissione, la Vergine, San Giorgio, il ritratto di Gisella e numerose figure allegoriche.
Essa dedicò sé stessa all'educazione dei suoi numerosi figli.

## Ascendenza
|                     |         |                     | Genitori            |  |  | Nonni |  |  | Bisnonni        |  |  | Trisnonni      |  |
|                     |         |                     |                     |  |  |       |  |  | Pipino il Breve |  |  | Carlo Martello |  |
|                     |         |                     |                     |  |  |       |  |  | Pipino il Breve |  |  | Carlo Martello |  |
|                     |         | Rotrude di Treviri  |                     |  |  |       |  |  | Pipino il Breve |  |  |                |  |
| Carlo Magno         |         |                     |                     |  |  |       |  |  | Pipino il Breve |  |  |                |  |
|                     |         | Bertrada di Laon    | Cariberto di Laon   |  |  |       |  |  |                 |  |  |                |  |
|                     |         | Bertrada di Laon    | Cariberto di Laon   |  |  |       |  |  |                 |  |  |                |  |
|                     |         | Bertrada di Laon    | Gisella di Laon     |  |  |       |  |  |                 |  |  |                |  |
| Ludovico il Pio     |         | Bertrada di Laon    |                     |  |  |       |  |  |                 |  |  |                |  |
|                     |         | Geroldo di Vintzgau | …                   |  |  |       |  |  |                 |  |  |                |  |
|                     |         | Geroldo di Vintzgau | …                   |  |  |       |  |  |                 |  |  |                |  |
|                     |         | Geroldo di Vintzgau | …                   |  |  |       |  |  |                 |  |  |                |  |
| Ildegarda           |         | Geroldo di Vintzgau |                     |  |  |       |  |  |                 |  |  |                |  |
|                     |         | Emma d'Alemannia    | Hnabi               |  |  |       |  |  |                 |  |  |                |  |
|                     |         | Emma d'Alemannia    | Hnabi               |  |  |       |  |  |                 |  |  |                |  |
|                     |         | Emma d'Alemannia    | …                   |  |  |       |  |  |                 |  |  |                |  |
| Gisella             |         | Emma d'Alemannia    |                     |  |  |       |  |  |                 |  |  |                |  |
|                     | Ruthard | …                   |                     |  |  |       |  |  |                 |  |  |                |  |
|                     | Ruthard | …                   |                     |  |  |       |  |  |                 |  |  |                |  |
|                     | Ruthard | …                   |                     |  |  |       |  |  |                 |  |  |                |  |
| Guelfo I            | Ruthard |                     |                     |  |  |       |  |  |                 |  |  |                |  |
|                     |         | …                   | …                   |  |  |       |  |  |                 |  |  |                |  |
|                     |         | …                   | …                   |  |  |       |  |  |                 |  |  |                |  |
|                     |         | …                   | …                   |  |  |       |  |  |                 |  |  |                |  |
| Giuditta di Baviera |         | …                   |                     |  |  |       |  |  |                 |  |  |                |  |
|                     |         | Isanbard            | Guerino di Turgovia |  |  |       |  |  |                 |  |  |                |  |
|                     |         | Isanbard            | Guerino di Turgovia |  |  |       |  |  |                 |  |  |                |  |
|                     |         | Isanbard            | Adelinde            |  |  |       |  |  |                 |  |  |                |  |
| Edvige di Baviera   |         | Isanbard            |                     |  |  |       |  |  |                 |  |  |                |  |
|                     |         | Thiedrada           | …                   |  |  |       |  |  |                 |  |  |                |  |
|                     |         | Thiedrada           | …                   |  |  |       |  |  |                 |  |  |                |  |
|                     |         | Thiedrada           | …                   |  |  |       |  |  |                 |  |  |                |  |
|                     |         | Thiedrada           |                     |  |  |       |  |  |                 |  |  |                |  |